# Philippe Streiff
Philippe Streiff (ur. 26 czerwca 1955 roku w La Tronche w departamencie Isère, zm. 23 grudnia 2022) – francuski kierowca wyścigowy.

## Kariera

### Początki
Francuz międzynarodową karierę rozpoczął we Francuskiej Formule 3, w której to po tytuł sięgnął w roku 1981. Następnie awansował do bezpośredniego przedsionka F1 – Formuły 2, w której ścigał się do sezonu 1985 (od tego roku seria ta widniała pod szyldem Formuła 3000). Najlepiej spisał się w latach 1983–1984, kiedy to dwukrotnie zmagania zakończył na 4. pozycji. Ścigał się wówczas dla francuskiej ekipy AGS.

### Formuła 1
W Formule 1 zadebiutował w 1984 roku, podczas ostatniego wyścigu sezonu o Grand Prix Portugalii. We francuskim zespole Renault zastąpił wówczas Brytyjczyka Dereka Warwicka. W wyniku awarii rundy tej nie udało mu się jednak ukończyć.
W sezonie 1985 ponownie dostał szansę startów, tym razem w pięciu wyścigach. W trzech pierwszych ścigał się dla francuskiej ekipy Ligier, w której to zastąpił Włocha Ivana Capelli (wszystkie zakończył poza strefą punktową). Podczas Grand Prix RPA Francuz przeniósł się do brytyjskiej stajni Tyrrell, gdzie zastąpił innego reprezentanta Włoch, Andreę de Cesarisa (nie dojechał do mety z powodu wypadku). Na ostatnią eliminację sezonu (Grand Prix Australii) Philippe powrócił do francuskiej stajni. Nieoczekiwanie, dzięki sprzyjającym okolicznościom, po raz pierwszy (i ostatni) w karierze stanął na najniższym stopniu podium, dzięki czemu na koniec sezonu został sklasyfikowany na 15. miejscu.
W latach 1986–1987 sprawował funkcję etatowego kierowcy brytyjskiej stajni Tyrrell, z którą miał okazję startu rok wcześniej. W obu przypadkach dwukrotnie rywalizację ukończył w strefie punktowej, na najlepszym uzyskując czwarte miejsce, podczas Grand Prix Niemiec, w roku 1987. W klasyfikacji generalnej zajął odpowiednio 14. i 15. pozycję.
Na sezon 1988 Francuz podpisał kontrakt ze znaną dla siebie, jeszcze z kariery juniorskiej, francuską stajnią AGS (był jej jedynym kierowcą). Słaby i awaryjny bolid nie pozwolił mu jednak zdobyć ani jednego punktu (najlepiej spisał się podczas Grand Prix Japonii, kiedy to zajął ósme miejsce). W roku 1989 podczas testów doznał ciężkiego wypadku, który doprowadził do sparaliżowania Francuza i w konsekwencji do jazdy na wózku inwalidzkim. Przed śmiercią zajmował się organizacją zawodów kartingowych w Paryżu.